# Керпен
Керпен (нем. Kerpen) — город в Германии, в земле Северный Рейн-Вестфалия.
Подчинён административному округу Кёльн. Входит в состав района Рейн-Эрфт. Население составляет 64 360 человек (на 31 декабря 2007 года). Занимает площадь 113,94 км². Официальный код — 05 3 62 032.
Город подразделяется на 9 городских районов.

## Достопримечательности
- Замок Лёрсфельд

## Известные уроженцы
Керпен известен как родина знаменитых автогонщиков — Вольфганга фон Трипса, семикратного чемпиона Формулы-1 Михаэля Шумахера и его брата Ральфа.
В районе Керпена Мёдрат родился известный композитор-авангардист, пионер электронной музыки, один из крупнейших музыкальных новаторов второй половины XX века Карлхайнц Штокхаузен.